# Estadio municipal Claudio Suárez
El Estadio Municipal Claudio Suárez (antiguamente llamado Estadio Municipal de Texcoco) es una instalación deportiva localizada en la ciudad de Texcoco en el Estado de México.

## Historia
El estadio fue construido en la década de 1940; sin embargo, fue hasta el año de 1959 cuando un equipo convirtió la instalación deportiva en su sede habitual, se trató del Club Deportivo Texcoco de la Segunda División, que tuvo presencia hasta el año de 1969.
El momento de mayor importancia para el entonces llamado Estadio Municipal de Texcoco llegó en el mes de octubre de 1978, cuando la recién creada franquicia de los Coyotes del Neza, en la Primera División, decidió fijar su sede en el municipio debido a la falta de infraestructura adecuada en Ciudad Nezahualcóyotl.
Tras dos partidos disputados en el Estadio 10 de Diciembre de Cruz Azul, Hidalgo, los Coyotes de Neza hicieron su presentación en la cancha texcocana el 8 de octubre en un duelo mexiquense, con un empate a cero goles ante el Deportivo Toluca. En la temporada 1980-81 la cancha del Municipal tuvo la oportunidad de hospedar tres partidos de la liguilla por el título del futbol mexicano cuando el Neza recibió a los equipos del Guadalajara, los Pumas de la UNAM y el Atlético Español, sin embargo, el equipo local no clasificó a la final del campeonato nacional.
En el verano de 1981, los Coyotes de Neza, tras inaugurarse el Estadio José López Portillo de Nezahualcóyotl, abandonan Texcoco.  En ese mismo periodo el equipo de los Osos Grises de Toluca se mudó al Municipal para disputar la temporada 1981-1982 de la Segunda División, el conjunto cambiaría de nombre en 1982 por el de Club Deportivo Texcoco estando presentes hasta 1985.  Un año después, en 1986, aparecería otra franquicia conocida como Toros de Texcoco quienes permanecerían en el segundo escalón del balompié nacional hasta 1988.
En noviembre de 2003, las autoridades municipales decidieron bautizar al estadio con el nombre del jugador mexicano Claudio Suárez, quien es el segundo futbolista con más participaciones internacionales en la Selección Mexicana de Fútbol.
En 2014 el estadio fue sometido a una modernización. En 2015 el equipo Atlético Veracruz utilizó las instalaciones como local en la Liga Premier de Ascenso de México, sin embargo sólo permanecerían durante la temporada 2015-2016.
En 2017 el estadio se convirtió en la sede del club Faraones de Texcoco, el cual participa en la Segunda División de México. Posteriormente el Municipal Claudio Suárez ha funcionado como cancha alterna de algunos equipos de las cercanías de Texcoco como lo son los clubes Atlético Capitalino y Toros Neza de la Liga de Balompié Mexicano, o los equipos Leviatán Fútbol Club y Club Deportivo Muxes de la Segunda y Tercera División de México, respectivamente. 